# 淺井初子
淺井初子（日语：／ Asai Hatsuko；1910年4月25日—1940年8月15日），冠夫姓，日本熊本縣人，台中州員林郡二水尋常小學教師，學校遠足時為搭救溺水學童而殉身，在今臺灣彰化縣二水鄉二水國小內立有紀念碑。

## 生平
淺井初子為日本九州熊本人，於1910年4月25日出生。1914年至臺灣，先後在二水尋常小學校、台中州立台中第一高等女學校及其補習科求學，畢業後在母校二水小學校服務，前後共十一年。育有三男一女，丈夫同樣出生於熊本；於總督府鐵道部運輸課擔任職員的淺井安喜。

### 殉職
二水國小退休教務主任陳文卿獲得淺井安喜寄來的《台中州教育》的「殉職淺井初子訓導追悼號」，為1940年11月5日發行，其中第二版〈遭難記〉記述：1940年8月15日暑假，二水尋常小學校舉行遠足會，愛甲校長和淺井初子率領四十五名男女學童，前往三年級以下學生的遠足目的地、至離學校約五公里的二水庄鼻仔頭八堡圳制水門排水口。午餐後學生要求嬉水，於是淺井初子就安排學生限定在排水口淺灘處玩耍。但三年級的松本榮吉卻落進水中。淺井初子見到就跳下去救人。其他學生見狀大為恐慌，有男學生馬上跑去報告校長，有的跑到鼻仔頭派出所去報案，有的在附近找長竹竿伸到河中救人，淺井初子長子、二年級的淺井郁夫為要搭救母親，也跳入水中，差一點被湍流吞噬。埤圳監視員趕來後，協力打撈兩人，二位二水公學校職員以及在附近釣魚的中學生都趕來急救，但老師與學童皆已回天乏術。當時遺體發現的時間約在該日下午一點期間左右。

## 身後
二水地方各界為褒揚淺井初子的至愛情操，在學校大禮堂舉行隆重的追悼會，台中州知事、員林郡守等均前來致祭，當時任職臺灣總督的小林躋造也為此事發表彰狀以示紀念。1942年，日人結合地方人士在現今二水國小校園內立殉職淺井先生碑，以及淺井半身雕像一座。之前山岡榮亦因救學生而殉身，立有紀念碑。台灣戰後時期，二水尋常小學校由二水國校接管。
國民黨政府在初期仍保留淺井初子像。自1960年代起，國民黨政府為救溺身亡的林添禎、簡金墻、蕭曜友、鄭漢、韋啟承等立像。1970年代，政府推動中華文化復興運動，淺井初子雕像被換成岳飛像，殉職碑文被改成「精忠報國」、「毋忘在莒」，後1980年代學校改建，碑石被丟在地當作石凳。
陳文卿退休時，結合校長張啟作等人士，重修碑文。1998年8月，在原碑址附近按早期原造型重新建造紀念碑，用原先的碑石，於正面鑲入「師恩永垂」字，背面刻有校友歌詠的廿一字日文詩篇，錐形底座四面貼花崗石，正面題誌文。
1998年11月21日，紀念碑落成揭幕，九旬的淺井初子丈夫率子女、族人前來參加，並捐贈二十萬元獎學金。因為重新立碑，當年受邀來台的日人每年都會寫卡片給陳文卿，後來還有日本學者來台灣尋找這段教育史。該事在《聯合報》刊登後，民眾紛紛前來二水國小瞻仰追思重建的紀念碑。該故事也記載在《悅讀老二水》、《日治臺灣生活史：日本女人在臺灣 昭和篇（1926－1945）》、《台灣百年小學故事：聆聽五十六所百年老校的童年往事》。
陳文卿在2011年表示淺井老師的故事讓他隨時謹記，把每位學生都當自己孩子在教，其捨身奉獻的精神更是學子的榜樣，故事更可啟發在地學生，是二水鄉最寶貴的教育及歷史資產。